# چارلی لوبت
چارلی لوبت (به فرانسوی: Charly Loubet) (۲۶ ژانویهٔ ۱۹۴۶ – ۳۰ ژانویهٔ ۲۰۲۳) بازیکن فوتبال و مهاجم اهل فرانسه بود که از سال ۱۹۶۷ تا ۱۹۷۴ میلادی عضو تیم ملی فوتبال فرانسه بوده‌است. وی در ۳۶ بازی ملی حضور داشت و در بازی‌های ملی‌اش ۱۰ گل به ثمر رساند.